# 돈 리처드
돈 리처드(Dawn Richard, D∆WN, 1983년 8월 5일 ~ )는 미국의 가수, 댄서, 음악 프로듀서이다.